# Diamant reial
El diamant reial (Erythrura regia) és un ocell de la família dels estríldids (Estrildidae). Considerat per alguns autors una subespècie de Erythrura cyaneovirens.

## Hàbitat i distribució
Habita el bosc obert i vegetació secundària de Melanèsia a les illes Banks i Vanuatu.